# بویون
بویون (به فرانسوی: Bouyon) یک کمون در فرانسه است که در canton of Coursegoules واقع شده‌است. بویون ۱۲٫۲۹ کیلومتر مربع مساحت دارد ۶۳۷ متر بالاتر از سطح دریا واقع شده‌است.